# Champions Challenge de hockey sobre hierba masculino de 2011
El Champions Challenge de Sudáfrica 2011 es la sexta competición de este torneo que se desarrollara en Sudáfrica desde el 26 de noviembre al 4 de diciembre de 2011 en la ciudad de Johannesburgo, es la primera vez que el torneo se desarrollara en Sudáfrica.

## Grupo A
| Equipo    | Pts | PJ | PG | PE | PP | GF | GC | Dif |
| --------- | --- | -- | -- | -- | -- | -- | -- | --- |
| India     | 7   | 3  | 2  | 1  | 0  | 17 | 7  | 10  |
| Bélgica   | 7   | 3  | 2  | 1  | 0  | 12 | 7  | 5   |
| Sudáfrica | 3   | 3  | 1  | 0  | 2  | 8  | 10 | -2  |
| Polonia   | 0   | 3  | 0  | 0  | 3  | 4  | 17 | -13 |

| 26 de noviembre de 2011, 11:00 | Sudáfrica | 3:1' | Polonia |  |  |

|  | India | 3:3' | Bélgica |                                                    |  |
|  |       |      |         | Árbitro(s): fecha = 26 de noviembre de 2011, 15:00 |  |

| 27 de noviembre de 2011, 10:00 | Polonia | 4:7 | Bélgica |  |  |

| 27 de noviembre de 2011, 12:00 | Sudáfrica | 4:7 | India |  |  |

| 29 de noviembre de 2011, 10:00 | Polonia | 0:7 | India |  |  |

| 29 de noviembre de 2011, 12:00 | Sudáfrica | 1:2 | Bélgica |  |  |

## Grupo B
| Equipo    | Pts | PJ | PG | PE | PP | GF | GC | Dif |
| --------- | --- | -- | -- | -- | -- | -- | -- | --- |
| Argentina | 7   | 3  | 2  | 1  | 0  | 10 | 6  | 4   |
| Japón     | 5   | 3  | 1  | 2  | 0  | 7  | 5  | 2   |
| Canadá    | 3   | 3  | 1  | 0  | 2  | 6  | 6  | 0   |
| Malasia   | 1   | 3  | 0  | 1  | 2  | 5  | 10 | -5  |

| 26 de noviembre de 2011, 6:00 | Canadá | 3:1' | Malasia |  |  |

|  | Argentina | 2:2' | Japón |                                                   |  |
|  |           |      |       | Árbitro(s): fecha = 26 de noviembre de 2011, 8:00 |  |

| 27 de noviembre de 2011, 6:00 | Argentina | 3:2 | Canadá |  |  |

| 27 de noviembre de 2011, 8:00 | Japón | 2:2 | Malasia |  |  |

| 29 de noviembre de 2011, 6:00 | Canadá | 1:2 | Japón |  |  |

| 29 de noviembre de 2011, 8:00 | Argentina | 5:2 | Malasia |  |  |

### Segunda fase
|  | Cuartos de final       | Cuartos de final       |           |           | Semifinales            | Semifinales            |  |         | Final                  | Final                  |  |
|  | 1 de diciembre de 2011 | 1 de diciembre de 2011 |           |           | 3 de diciembre de 2011 | 3 de diciembre de 2011 |  |         | 4 de diciembre de 2011 | 4 de diciembre de 2011 |  |
|  |                        |                        |           |           |                        |                        |  |         |                        |                        |  |
|  |                        |                        |           |           |                        |                        |  |         |                        |                        |  |
|  | Bélgica                | 4                      |           |           |                        |                        |  |         |                        |                        |  |
|  | Bélgica                | 4                      |           |           |                        |                        |  |         |                        |                        |  |
|  | Canadá                 | 0                      |           |           |                        |                        |  |         |                        |                        |  |
|  | Canadá                 | 0                      |           | Argentina | 2(1)                   |                        |  |         |                        |                        |  |
|  |                        |                        |           | Argentina | 2(1)                   |                        |  |         |                        |                        |  |
|  |                        |                        | Bélgica   | 2(3)      |                        |                        |  |         |                        |                        |  |
|  | Argentina              | 4                      | Bélgica   | 2(3)      |                        |                        |  |         |                        |                        |  |
|  | Argentina              | 4                      |           |           |                        |                        |  |         |                        |                        |  |
|  | Polonia                | 1                      |           |           |                        |                        |  |         |                        |                        |  |
|  | Polonia                | 1                      |           |           |                        |                        |  | Bélgica | 4                      |                        |  |
|  |                        |                        |           |           |                        |                        |  | Bélgica | 4                      |                        |  |
|  |                        |                        | India     | 3         |                        |                        |  |         |                        |                        |  |
|  | India                  | 5                      | India     | 3         |                        |                        |  |         |                        |                        |  |
|  | India                  | 5                      |           |           |                        |                        |  |         |                        |                        |  |
|  | Malasia                | 4                      |           |           |                        |                        |  |         |                        |                        |  |
|  | Malasia                | 4                      |           | India     | 4                      |                        |  |         |                        |                        |  |
|  |                        |                        |           | India     | 4                      |                        |  |         |                        |                        |  |
|  |                        |                        | Sudáfrica | 2         |                        |                        |  |         |                        |                        |  |
|  | Japón                  | 2                      | Sudáfrica | 2         |                        |                        |  |         |                        |                        |  |
|  | Japón                  | 2                      |           |           |                        |                        |  |         |                        |                        |  |
|  | Sudáfrica              | 3                      |           |           |                        |                        |  |         |                        |                        |  |
|  | Sudáfrica              | 3                      |           |           |                        |                        |  |         |                        |                        |  |
|  |                        |                        |           |           |                        |                        |  |         |                        |                        |  |

## Cuartos de final
| 1 de diciembre de 2011, 6:00 | Bélgica | 4:0' | Canadá |  |  |

|  | Argentina | 4:1' | Polonia |                                                  |  |
|  |           |      |         | Árbitro(s): fecha = 1 de diciembre de 2011, 8:00 |  |

| 27 de noviembre de 2011, 6:00 | Argentina | 3:2 | Canadá |  |  |

| 1 de diciembre de 2011, 8:00 | India | 5:4 | Malasia |  |  |

| 1 de diciembre de 2011, 8:00 | Japón | 2:3 | Sudáfrica |  |  |

## Semifinales
| 3 de diciembre de 2011, 6:00 | Bélgica | 2:2 (3:1)' | Argentina |  |  |

|  | India | 4:2' | Sudáfrica |                                                  |  |
|  |       |      |           | Árbitro(s): fecha = 3 de diciembre de 2011, 8:00 |  |

## Final
| 4 de diciembre de 2011, 6:00 | Bélgica | 4:3' | India |  |  |